# برينت غرين
برينت غرين (بالإنجليزية: Brent Green)‏ هو لاعب كرة قدم أسترالية أسترالي، ولد في 29 مارس 1976 في Southport, Queensland ‏ في أستراليا، وتوفي في 30 نوفمبر 2009 في غولد كوست في أستراليا بسبب غرق.

## وصلات خارجية
- برينت غرين على موقع AustralianFootball.com (الإنجليزية)
- برينت غرين على موقع AFLtables.com (الإنجليزية)